# Católicas por el Derecho a Decidir
Católicas por el Derecho a Decidir (CDD) es el nombre de varias organizaciones de mujeres que se declaran católicas romanas proelección de alcance nacional en varios países de América Latina. Son organizaciones privadas sin ánimo de lucro independientes que abogan por los derechos sexuales y reproductivos de mujeres y jóvenes, la despenalización del aborto, la equidad de género y el fin de la discriminación por razones de género dentro de la Iglesia católica; se agrupan en la Red Latinoamericana y del Caribe de Católicas por el Derecho a Decidir. Las organizaciones independientes Católicas por el Derecho a Decidir funcionan en Argentina, Bolivia, Brasil, Chile, Colombia, Ecuador, El Salvador, España, México, Nicaragua, Paraguay, Perú y República Dominicana.
Las organizaciones independientes y su red se denominan «Católicas» en referencia a la identidad religiosa de las personas que la componen. No es una coalición ni organización reconocida como parte de la Iglesia católica.

## Origen
La Red se conformó de manera formal en 1996, en Minas Gerais, Brasil. La médica y feminista uruguaya Cristina Grela entró en contacto con materiales impresos de la organización Catholics for a Free Choice (luego llamada Catholics for Choice, CFC). Si bien Catholics for Choice sirvió como inspiración, no existe filiación formal entre la Red y CFC. En 1989, publicaron la primera edición de Conciencia latinoamericana, con una tirada de 500 ejemplares. En 1994 organizaron la primera reunión de la Red, en el Fortín de Santa Rosa, Uruguay, donde organizaron diferentes talleres, incluidos uno a cargo de Cristina Grela y otro a cargo de la teóloga y feminista brasileña Ivone Gebara.

## Financiamiento
La Red se financia a través de diferentes organizaciones, incluyendo organizaciones multilaterales de financiamiento. A lo largo de su historia, la Red ha recibido apoyo de otras organizaciones privadas como HIVOS (una organización de cooperación internacional con sede en Holanda), Catholics for Choice, Fundación Ford, entre otros.  

## Controversias
La Federación Internacional de Planificación Familiar donó a la organización Católicas por el Derecho a Decidir de Argentina alrededor de unos 1.194.015 de dólares en el período 2008-2015. Este hecho ha sido criticado por la Unidad Provida, una organización que se opone a la despenalización del aborto, quien calificó a las donaciones como "injerencia extranjera" en el debate sobre el aborto durante 2018.
En México la controversia surgió cuando uno de los líderes de la organización, Julián Cruzalta, que se proclamaba sacerdote de la Iglesia católica, por lo que la arquidiócesis mexicana tuvo que sacar un comunicado aclarando que el señor Cruzalta no es sacerdote, mientras que el arzobispado boliviano declaró que Cruzalta en realidad esta queriendo cambiar la doctrina católica para favorecer la legalización del aborto Julián Cruzalta declaró en varios oportunidades que Dios es la tierra y que Dios es mujer, esta controversia llevó al sistema informativo de  Arquidiócesis de México a declarar que lo que busca Católicas por el Derecho a Decidir es confundir a los creyentes, según datos estimativos la organización cobró más de 14 millones de dólares por el trabajo de desinformar tanto en México como en Ecuador y Bolivia con el fin de que se aprobara el aborto en dichos países